# Бі та Цуцикіт
«Бі та Цуцикіт» (англ. Bee and PuppyCat) — американський анімаційний вебсеріал, створений та написаний Наташею Аллегрі та зрежисовано Ларрі Лейчлітером. Серіал продюсувала Frederator Studios та анімували Dong Woo Animation та OLM, Inc.

## Сюжет
Бі — ексцентрична молода дівчина, яку постійно звільняють з чорної, низкооплачуваної роботи. По дорозі додому після невдалої можливості працевлаштування, з неба падає Цуцикіт — дивна, таємнича істота, схоже чи то на кота, чи то на цуценя. Вона забирає його до себе, і коли він бачить, що вона без грошей і немає роботи, Цуцикіт телепортує себе та Бі в альтернативний вимір, де ТемпБот дає їм роботу. Попри небезпеку, яку представляє ця лінія тимчасової роботи, Бі виявляє, що в неї є талант до цієї роботи, і що вона достатньо добре оплачується.

## Персонажі
Бі — головна героїня мультсеріалу. Молода дівчина, близько 20 років, яка знаходить Цуцикота. Вона дуже не любить воду. Пізніше виявляється, що Бі є роботом, що створив її батько.
Цуцикіт — загадкова істота, яка є компаньйоном і сусідом по кімнаті. Пізніше з'ясовується, що він спочатку був мисливцем за цукерками, відомим як Космічний Вигнанець, який очолював групу мисливців за головами під назвою Цуцикіт. Але він прийняв свою нинішню форму, коли закохався в Космічну принцесі, яка обдурила його, щоб Чаклуни могли запечатати його, але їхня спроба ненавмисно деформувала Космічного Вигнанця в Цуцикота.

## Епізоди
| Епізод        | Перший показ     | Останній показ    | Мережа мовлення |
| ------------- | ---------------- | ----------------- | --------------- |
| Пілотна серія | 11 липня 2013    | 6 серпня 2013     | Nintendo Video  |
| Сезон 1       | 6 листопада 2014 | 28 листопада 2016 | YouTube         |
| Сезон 2       | 6 вересня 2022   | 6 вересня 2022    | Netflix         |